# Blistersjön
Blistersjön är en sjö i Ljusdals kommun i Hälsingland och ingår i Ljusnans huvudavrinningsområde. Sjön har en area på 0,314 kvadratkilometer och ligger 441 meter över havet. Blistersjön ligger i Stormyran-Blistermyran Natura 2000-område.

## Delavrinningsområde
Blistersjön ingår i det delavrinningsområde (685549-147724) som SMHI kallar för Inloppet i Lillsjön. Medelhöjden är 437 meter över havet och ytan är 7,94 kvadratkilometer. Det finns inga avrinningsområden uppströms utan avrinningsområdet är högsta punkten. Vattendraget som avvattnar avrinningsområdet har biflödesordning 3, vilket innebär att vattnet flödar genom totalt 3 vattendrag innan det når havet efter 166 kilometer. Avrinningsområdet består mestadels av skog (35 procent) och sankmarker (51 procent). Avrinningsområdet har 1,03 kvadratkilometer vattenytor vilket ger det en sjöprocent på 13 procent.